# Mark Greene
Mark Greene era un médico ficticio de la serie de televisión ER, interpretado por el actor Anthony Edwards. La mayor parte de su tiempo en la serie, el papel de Greene era el de un mediador y la figura de autoridad ocasional, y fue considerado el personaje principal de la serie durante las ocho primeras temporadas.

## Juventud
Mark Greene, único hijo, fue criado por su madre, Ruth, y su padre, David. David Greene sirvió en la Marina de los Estados Unidos, por lo que la familia se mudaba con frecuencia. Mark tenía una relación muy fría con su padre, y era decididamente más cercano a su madre. Él a menudo actuaría de una manera que molestaría a su padre, y apuntó sus objetivos a todo lo contrario que su padre quiso. Mark pensó que la carrera Naval de su padre era una broma patética porque él recibió pocas promociones, pero más tarde se enteró de que David estaba en carrera para ser Almirante y renunció a esa posibilidad para impedir a su familia abandonara San Diego. El tiempo más memorable de su niñez era cuando su familia estuvo en Hawái,  más tarde recrearía lo mismo con su hija Rachel durante las últimas semanas de su vida.
Mark entró en la facultad de medicina,  se casó con Jennifer  (Jenn), con quien tuvo una hija, Rachel. Posteriormente se divorcia de Jenn y conoce a la Dra. Corday, con quién se casa y tiene una hija llamada Ella. Él completó su internado e implantación en el Servicio de urgencias de Hospital Distinguido General en Chicago, Illinois.

## 1994 - 2002
En el episodio piloto, que ocurre durante el Día de San Patricio de 1994, Doctor Greene es el residente principal en emergencias del Hospital General County. El Doctor Greene es despertado en la primera escena para ayudar a su amigo desde hace mucho tiempo, Doug Ross, un pediatra que trabaja en emergencias. Dentro del mismo episodio, Jen habla con Mark sobre la posibilidad de abandonar(dejar) su trabajo en Emergencias, para poder estar más tiempo con su familia.
Durante la primera temporada, el matrimonio del Doctor Greene se hace cada vez más inestable, cuando el doctor Morgenstern le ofrece un importante puesto Mark acepta fácilmente lo cual disgusta a Jennifer. Como nuevo miembro de un equipo de abogados Jennifer empieza a trabajar con un juez y cada vez se le hace más difícil acomodarse a los horarios de Mark, por lo que prácticamente viven separados viéndose con poca frecuencia. Ella comienza un romance con un compañero de trabajo, y el matrimonio termina pronto, con Rachel y Jen dejando Chicago primero para irse a Milwaukee, y más tarde para San Luis.
En el episodio Love's Labor Lost, Mark hizo errores de cálculo en el tratamiento de una mujer embarazada que condujo a su muerte en el parto y las secuelas de este caso duraron durante mucho tiempo en la temporada 2.
La carrera de Mark se hace más difícil cuando comienza a tener que tomar decisiones lo que de vez en cuando enajena a sus amigos, como el seleccionar a la Dra. Kerry Weaver sobre otro aspirante, lo que enfadó a Susan Lewis primero porque el otro aspirante era un buen amigos de ellos, y más tarde porque ella se enfureció con las exigencia de Kerry, un estilo de liderazgo a veces duro.

## Muerte
Muere en Hawái, en el lugar dónde pasó su niñez, a causa de un tumor cerebral diagnosticado un año y medio antes. En el día de año nuevo en 2001, el tumor es extraído y se cree que está curado. Pero un año más tarde, el tumor reaparece, y le informan de que es inoperable. Le dan cinco meses de vida con tratamiento. Sin embargo, Mark decide vivir dos buenos meses a estar postrado en una cama. 
En el momento de su muerte, le acompaña su hija Rachel, con quien se reconcilia tras los problemas que pasó con ella a lo largo de la octava temporada; con su nueva esposa, la Dra. Elizabeth Corday y su hija fruto de ésta, la pequeña Ella.